# UfdbGuard
UfdbGuard ist ein Redirector (Url_Rewriter) für den HTTP-Proxy Squid. Der Code ist GPL, die zugehörige Datenbank mit Adressen ist kommerziell. Alternativ lassen sich mit einem mitgelieferten Programm aus ASCII-Dateien eigene Datenbanken erzeugen; zum Beispiel können damit die Dateien von SquidGuard verwendet werden. UfdbGuard ist jedoch kein Contentfilter.
Neben den üblichen URL-Filtern beherrscht das Produkt weitere Funktionen:
- Erkennen und Blockieren von Proxy-Tunneln über HTTPS.
- Erkennen und Blockieren von nichtautorisierten SSL-Zertifikaten; eine Liste mit bekannten Zertifikat-Ausstellern wird mitgeliefert.
- SafeSearch: Bei marktüblichen Suchmaschinen wird automatisch auf SafeSearch geschaltet. Damit werden unerwünschte Inhalte zumindest teilweise erst gar nicht gefunden.
- Beim Laden des Programms werden redundante Filter erkannt und eliminiert. Die jeweils weitestgehende Definition wird verwendet.

Die Konfiguration ähnelt der Konfiguration von SquidGuard. Nach Angaben des Herstellers ist UfdbGuard aber bedeutend schneller.
Zusätzliche Konfigurationsoptionen sind:
- Ausführen auf einem anderen Server als Squid.
- Feintuning für Systeme mit mehr als einer CPU.